# 明智光慶
明智 光慶（あけち みつよし）は、安土桃山時代の人物。明智光秀の長男。母は煕子。通称は十五郎（異説に十兵衛）。

## 生涯
異説が多く謎に包まれている光秀の家族のなかで、十五郎は考証的に実在を推認できる男児で、光秀の書状など史料に「十五郎」という表記がある。ただし、通説では十五郎を光慶のこととするが、光慶は『明智軍記』に登場する名前であり、同記では名を十兵衛光慶とすることから、光慶の諱は正しくないとの説もあるので、諱は厳密には不詳。
光慶が歴史に登場するのは、光秀による丹波国・亀山城（京都府亀岡市）の築城前後であり、初陣の記録もなく、目立った活動や功績は明らかではない。天正10年5月28日に催された光秀主催の西之坊威徳院連歌（愛宕百韻）において、十五郎（光慶）の名が見られ、｢国々は猶のどかなるころ｣という最後の一句を詠み､この会をおさめた。
本能寺の変の前後の行動は2説がある。1つは、亀山城に在城していて変の一報を聞き、父の無道を嘆いてその場で悶死（病死）したとする説である。もう一つは、変の前から近江国・坂本城（滋賀県大津市）にいて、山崎の戦いで父光秀が敗走中に討たれると、帰還した明智秀満が守る坂本城は中川清秀、高山右近らの攻撃を受けて、落城の際に他の一族と共に自害したとする説がある。

なお、光慶には生存説もあり、妙心寺の住職となった僧の玄琳が光慶であるという説や、光秀の唯一の肖像画がある和泉国の本徳寺を開山した僧の南国梵桂が光秀の子という説もある。系図のいくつかには他に相当する男子がいないことから、光慶が生存して出家し僧になったのではないかとする説もあるが、それぞれ特に信憑性はない。また千葉県市原市不入斗に明智光秀側室の墓と伝わるものがあるが、そこにも上総に脱出したとする十五郎の名がある。墓石には土岐重五郎と刻まれているが､これが明智光慶の墓ではないかとする指摘がある。この墓は光秀の子孫と主張する一族に管理され、歴代の墓石には桔梗紋が刻まれている。他に鹿児島へ落ち延び、島津家久（忠恒）に庇護されたとする説がある。